# Les Mannequins d'osier
Pour plus de détails, voir Fiche technique et Distribution.
Les Mannequins d'osier est un film français réalisé par Francis de Gueltzl, sorti en 1989.

## Fiche technique
- Titre : Les Mannequins d'osier
- Réalisation : Francis de Gueltzl
- Scénario : Francis de Gueltzl, d'après le roman d'Elvire Murail[1]
- Décors : Bruno Bruneau
- Photographie : Jean Tournier
- Son : François de Morant et William Flageollet
- Montage : Amina Mazani
- Musique : François Bernheim
- Sociétés de production : Films 7 - MDG Productions
- Pays de production :  France
- Durée : 84 minutes
- Date de sortie : France, 2 août 1989

## Distribution
- Robin Renucci : Pierre
- Irène Jacob : Marie
- Alexandre Arbatt : Sanya
- Didier Sandre : Laurent
- Nathalie Nell : Simone
- Christian Charmetant : Martin